# Cognició social
La cognició social és l'estudi del mode en què les persones processen la informació social, en concret la seua codificació, emmagatzematge, recuperació i aplicació en contexts socials. L'enfocament de la cognició social en el processament de la informació té afinitats amb la disciplina germana de la psicologia cognitiva. La neurociència cognitiva social és la recerca de l'origen biològic de la cognició social, això és, els processos que impliquen interacció amb membres de la mateixa espècie.

## Desenvolupament històric
La cognició social es desenvolupà després de l'auge de la psicologia cognitiva a la fi dels anys 60 i primeria dels 70, i actualment és el model dominant en la psicologia social. La psicologia social tradicionalment se centrà en els estats mentals interns com les creences i desigs quan la psicologia establerta estava dominada pel conductisme, i els rebutjà com a il·lusoris. Un paradigma paral·lel s'ha establert per a l'estudi de la cognició motriu, que s'ocupa de la comprensió de la representació de les accions i les intencions i els processos associats.

## Neurociencia cognitiva social
L'interés primerenc per la relació entre la funció cerebral i la cognició social inclou el cas de Phineas Gage, el comportament del qual va canviar després d'un accident que li danyà un o dos lòbuls frontals. Els estudis neuropsicològics més recents han demostrat que les lesions cerebrals desfan els processos cognitius socials. Per exemple, el dany als lòbuls frontals pot afectar les reaccions emocionals a estímuls socials,
el rendiment de tasques de raonament social
i el rendiment de tasques de la teoria de la ment. En el lòbul temporal, un dany al gir fusiforme pot provocar la inhabilitat de reconéixer les cares.
La gent amb malalties mentals com l'autisme, la síndrome de Williams, el trastorn antisocial de la personalitat, la síndrome X fràgil i la síndrome de Turner demostren diferències en el comportament social en comparança amb la gent no afectada. Però encara és un debat obert si la cognició social es pot apuntalar amb mecanismes neuronals específics.
Ara hi ha un camp de recerca molt ampli que examina com aquestes condicions poden predisposar els processos cognitius suposats en la interacció o, inversament, com certs prejudicis poden dirigir als símptomes associats amb la seua condició.
També sembla com més va més clar que alguns aspectes dels processos psicològics que promouen el comportament social (com la recognició de cares) poden ser innats. Els estudis han mostrat que els xiquets i xiquetes nounats, amb menys d'una hora, poden reconéixer i respondre a cares selectivament.